# Stadsbrand van Amsterdam (1597)
De stadsbrand van 1597 is een relatief kleine stadsbrand die de Nederlandse stad Amsterdam trof op 10 juni 1597.
In 2007 stelde de bouwhistoricus Gabri van Tussenbroek van het Bureau Monumenten & Archeologie (BMA) vast dat er precies 26 huizen waren verbrand. Van Tussenbroek vond bij onderzoek aan het perceel Warmoesstraat 38 sporen dat dit perceel precies op de grens van de brand had gelegen. Eerder was al duidelijk geworden dat de andere grens op het adres Guldenhandsteeg 18 had gelegen. Het was nu alleen nog een kwestie "van de huizen die er stonden tellen".
De bevindingen van Van Tussenbroek kloppen precies met de berichten van tijdgenoten zoals Lambert Cornelisz Opsy, die melding maakt dat er waarschijnlijk 26 woningen waren afgebrand.
De stadsbrand in 1597 was veel kleiner dan die van 1421, toen een derde deel van Amsterdam afbrandde, terwijl in 1452 zelfs driekwart van de stad verloren ging.

## Externe bronnen
- Coosje Berkelbach, Parool stadsbrand[dode link], 4 september 2007, artikel lijkt van Ton Damen
- Historisch hout in Amsterdamse monumenten (pdf)